# Polizeiruf 110: Angst um Tessa Bülow
Angst um Tessa Bülow ist ein deutscher Kriminalfilm von Hans Werner aus dem Jahr 2002. Es ist die 244. Folge innerhalb der Filmreihe Polizeiruf 110 und der 20. Fall für die halleschen Kommissare Schmücke und Schneider.
Nach dem Verschwinden eines Mädchens müssen die Kommissare am Ende doch in einem Mordfall ermitteln.

## Handlung
Die sechzehnjährige Tessa Bülow aus Naumburg ist seit zwei Tagen spurlos verschwunden. Frau Huber, die mit ihrem Hund spazieren geht, findet einen Turnschuh, den sie umgehend zum Polizeirevier bringt. Sofort wird der Fundort näher untersucht; dabei werden Blutspuren entdeckt. Mit einem begründeten Tatverdacht einer möglichen Entführung, wenden sich die Naumburger Kollegen an die Experten in Halle. Schmücke und Schneider reisen mit Rosamunde Weigand an, die weitere Spuren sichern kann, unter anderem Splitter von einem PKW-Außenspiegel, was darauf schließen lässt, dass Tessa hier in ein Auto eingestiegen sein könnte.
Um Tessas Mutter, Nina Bülow, zu beruhigen, lassen sich Schmücke und Schneider von dem ortsansässigen Polizeibeamten Thomas Schweizer begleiten, der die Mutter auch privat etwas kennt. Noch gehen die Beamten davon aus, dass das Mädchen nur weggelaufen ist. Befragt wird zunächst Tessas Freund Alexander, der zugibt, sich mit Tessa gestritten zu haben, woraufhin sie weggelaufen wäre. Als die Kommissare zurück zum Polizeirevier kommen, finden sie einen Zettel an ihrem Auto mit dem mysteriösen Hinweis auf eine Brunnenfigur auf dem Markt. Sie sehen dort nach und finden einen weiteren Zettel mit der Nachricht: „Tessa ist weggelaufen.“ Trotzdem schließen die Ermittler eine Entführung nicht aus. Am nächsten Tag findet Schmücke einen weiteren Zettel im Postfach im Hotel, wo er Quartier bezogen hat. Der führt sie in eine Kirche, wo sie einen weiteren Hinweis finden, der auf Koordinaten auf einem Stadtplan schließen lässt. Denen folgen sie und gelangen in ein leeres Fabrikgebäude, dem Versteck von Alexander, in welchem er oft Gitarre spielen übt. Daraufhin wird der junge Mann in Untersuchungshaft genommen, doch es gehen weitere Hinweise ein, die am Ende Tessas Zahnspange am Saaleufer auffinden lassen. Allmählich haben Schmücke und Schneider den Eindruck, vom Täter in die Irre geführt zu werden. Doch nach einem letzten Hinweis finden sie Tessas Leiche in einem alten Kanalschacht. Allem Anschein nach war das Kind bereits tot, als sie mit der Suche begonnen hatten.
Schmücke und Schneider ermitteln nun in einem Mordfall und kommen zu dem Schluss, dass es sich um einen Ersttäter handeln muss, da er sie mit den Nachrichten so Stück für Stück zur Leiche geführt hatte. Zudem scheint er sich sehr sicher gewesen zu sein, was möglicherweise daher rührt, dass er ständig in der Nähe der Ermittler war. Einige der Nachrichten könnten auf einem Drucker des Polizeireviers in Naumburg gedruckt worden sein. Nachdem sich Schmücke und Schneider das Auto von Thomas Schweizer ansehen und einen gerade erneuerten Außenspiegel entdecken, suchen sie ihn auf, um ihn zu befragen. Schweizer bricht daraufhin zusammen und erklärt unter Tränen, dass er Tessa aus Versehen angefahren hatte und sie mit dem Kopf auf einen Stein geschlagen war. Da er in Tessas Mutter einmal sehr verliebt war, hatte er es nicht fertiggebracht, ihr zu sagen, dass er ihr Kind totgefahren hat.

## Hintergrund
Angst um Tessa Bülow wurde im Auftrag des MDR vom „Mitteldeutsches Filmkontor“ (MDF) produziert. Die Dreharbeiten erfolgten vom 18. Februar bis zum 15. März 2002 in Halle (Saale) und Naumburg.  Am 15. September 2002 erfolgte im Ersten Programm der ARD zur Hauptsendezeit die deutsche Erstausstrahlung.